# Новокузнецький міський округ
Новокузне́цький міський округ (рос. Новокузнецкий городской округ) — міський округ Кемеровської області Російської Федерації.
Адміністративний центр та єдиний населений пункт — місто Новокузнецьк.

## Історія
Місто Новокузнецьк утворено 3 липня 1931 року із селища Сад-город. 2 березня 1932 року до його складу приєднано місто Кузнецьк, тоді ж місто отримало статус обласного — утворена Новокузнецька міська рада обласного підпорядкування. 5 травня 1932 року місто перейменовано в Сталінськ, відповідно міськрада перейменована — Сталінська міська рада, однак 5 листопада 1961 року повернуто назву Новокузнецьк, відповідно перейменовано і міську раду.
Станом на 2002 рік до складу міськради входили також 3 селища міського типу:
| № | Населений пункт                   | Населення, осіб (2002) | Населення, осіб (2010) |
| - | --------------------------------- | ---------------------- | ---------------------- |
| 1 | Абагур, селище міського типу      | 6696                   | -                      |
| 2 | Листвяги, селище міського типу    | 4745                   | -                      |
| 3 | Новокузнецьк, місто               | 549870                 | 547904                 |
| 4 | Притомський, селище міського типу | 4369                   | -                      |

2004 року міська рада перетворена в Новокузнецький міський округ, селища міського типу приєднані до міста Новокузнецьк.

## Населення
Населення — 552105 осіб (2019; 547904 в 2010, 565680 у 2002).